# DRAMATIC NEO ANNIVERSARY
「DRAMATIC NEO ANNIVERSARY」（ドラマティック・ネオ・アニバーサリー）は、日本のバンドPIERROTの、メジャー8枚目のシングル。

## 概要
ユニバーサルミュージック移籍第1弾シングル。

## タイアップ
テレビ朝日系『ビートたけしのTVタックル』エンディングテーマ曲。

## パッケージ
初回限定仕様：インナー・ピクチャー・ジャケット（メンバーのうち一人が写っている。全5種）

## 収録曲
全作詞：キリト／全編曲：PIERROT・西脇辰弥
1. DRAMATIC NEO ANNIVERSARY（3:54）[1]
（作曲：キリト）
2. DOMESTIC VIOLENCE（3:48）[1]
（作曲：アイジ）
3. 有害の天使（4:35）[1]
（作曲：潤）